# Saison 2001-2002 du FC Lorient
Maillots
Chronologie
Saison précédente Saison suivante
La saison 2001-2002 du FC Lorient est la seconde du club dans le championnat de France de football de première division, à la suite de sa deuxième place obtenue lors du championnat de D2 2000-2001.

## Résumé
Le club est promu en Division 1, après avoir terminé deuxième du championnat de Division 2 l'année précédente. Le club termine dernier du championnat et retourne l'année suivante en division inférieure. Contrairement à ses résultats en championnat, le FC Lorient fait un bon parcours en coupes nationales. Le club remporte la Coupe de France en battant le SC Bastia 1-0 en finale. Le club termine également finaliste de la Coupe de la Ligue, battu par les Girondins de Bordeaux 3-0 .

## Effectif
Gardiens
- 1 Stéphane Le Garrec
- 16 Sébastien Hamel
- 30 Fabien Garnier

Défenseurs
- 2 Loïc Druon
- 3 Arnaud Le Lan
- 4 Antony Gauvin
- 5 Christophe Ferron
- 19 Jacques Abardonado
- 20 Herman Medina
- 24 Guillaume Norbert
- 26 Richard Martini
- 27 Pape Malick Diop
- 28 Yohan Bouzin
- 29 Pascal Delhommeau

Milieux
- 6 Sylvain Ripoll
- 7 Nicolas Cloarec
- 8 Seydou Keita
- 11 Johan Cavalli
- 13 Nicolas Esceth-N'Zi
- 15 Tchiressoua Guel
- 18 Xavier Dudoit
- 21 David Bouard
- 25 Cédric Chabert
- 31 Moussa Saïb

Attaquants
- 9 Jean-Claude Darcheville
- 10 Pascal Bedrossian
- 14 Pascal Feindouno
- 22 Eli Kroupi

## Staff technique et direction
- Entraineur : Angel Marcos puis Yvon Pouliquen
- Entraineur adjoint : Hervé Guégan
- Entraineur des gardiens : Patrick L'Hostis
- Président : Noël Couëdel